# Nikolai Alexandrowitsch Seliwanow

Nikolai Alexandrowitsch Seliwanow (2012)

Nikolai Alexandrowitsch Seliwanow (russisch Николай Александрович Селиванов; * 8. September 1929 im Dorf Chranewo, Rajon Lotoschino; † 13. Dezember 2021 in Moskau) war ein sowjetischer bzw. russischer Bildhauer.

## Leben
Seliwanow interessierte sich schon seit seiner frühen Jugend fürs Zeichnen. Sein Onkel Nikolai Iustinowitsch Lapschin war ein bekannter Künstler, dem er bei der Arbeit zusah. Im August 1938 zog die Familie in das Dorf Birjulewo am südlichen Rand Moskaus um. Er begeisterte sich fürs Schnitzen. Er formte Tonsoldaten zum Spielen, brannte sie im heimischen Ofen und bemalte sie.
Nach dem Besuch der siebenjährigen Schule studierte Seliwanow an der nach dem Moskauer Aufstand 1905 benannten Moskauer Kunstschule. Seine Diplomarbeit Der Nachimowez wurde 1952 auf der Republik-Ausstellung im Moskauer Künstler-Haus gezeigt. Er studierte dann am Moskauer Surikow-Kunst-Institut in der Werkstatt des Bildhauers Matwei Maniser. Er begeisterte sich für die Poesie Sergei Jessenins und fertigte als Kursarbeit eine Jessenin-Komposition an, die auf der Ausstellung der VI. Weltfestspiele der Jugend und Studenten 1957 in Moskau gezeigt wurde. Seine Diplomarbeit Der erste Schritt der Industrie wurde 1958 auf der Allunionsausstellung zum 40. Jahrestag des Komsomol gezeigt.
In den 1960er Jahren wurde Seliwanow in den Vorstand des Künstler-Verbands gewählt. Die Seefahrtschule der Stadt Nachodka beauftragte Seliwanow 1972, eine große Skulptur eines Seefahrt-Schülers zu erschaffen. Dafür stand ihm als Modell Leonid Kasakewitsch zur Verfügung, der 5 Jahre in der Sowjetischen Marine gedient hatte.
Für den 25. Jahrestag des Stapellaufs des ersten Atomeisbrechers Lenin am 5. Dezember 1957 schuf Seliwanow Anfang der 1980er Jahre im Auftrag der Murmansker Dampfschifffahrtsgesellschaft 16 Porträts der Erbauer der Lenin, darunter Igor Kurtschatow, Anatoli Alexandrow, Boris Sokolow und I. I. Afrikanow. Nach dem Tod Anatoli Alexandrows 1994 baute Seliwanow mit N. A. Kowaltschuk ein Alexandrow-Denkmal auf dem Gelände des Kurtschatow-Instituts auf.
Zum 100. Geburtstag 1995 Jessenins schuf Seliwanow 4 Porträts Jessenins und 18 Porträts der ihm nahestehenden Personen, darunter Nikolai Kljujew, Alexander Blok, Sergei Gorodezki, Alexei Ganin, Anatoli Marienhof, Alexander Schirjajewez, Iwan Pribludny, Sergei Klytschkow, Pjotr Oreschin, Anna Isrjadnowa, Isadora Duncan, Sinaida Reich und Awgusta Miklaschewskaja. Auch porträtierte er Jessenins Sohn Alexander Jessenin-Wolpin und den Schriftsteller Eduard Chlystalow, der lange die Umstände des Todes Jessenins untersuchte.
In Port Vila wurde 2009 zum 200. Jahrestag der Landung des russischen Weltumseglers Wassili Golownin auf der Insel Tanna anlässlich der Aufnahme diplomatischer Beziehungen Russlands zum Pazifikstaat Vanuatu ein Golownin-Denkmal von Seliwanow und seinem Sohn Wassili aufgestellt.
Die Dokumentarfilm-Assoziation des Verbands der Kinematografisten Russlands stellte 2018 einen Dokumentarfilm über Leben und Werk Seliwanows und seines Sohn des Woronescher Regisseurs Wladimir Paruschikow vor.

## Ehrungen, Preise
- Ehrenbewohner des Rajons Lotoschino (2003)
- Internationaler M.-A.-Scholochow-Preis für Literatur und Kunst (2005)[6]
- Volkskünstler der Russischen Föderation (2006)[7]
- Preis Imperskaja Kultura des Verbands der Schriftsteller Russlands (2016)[8]
- Internationaler Jessenin-Preis (2017)

## Werke

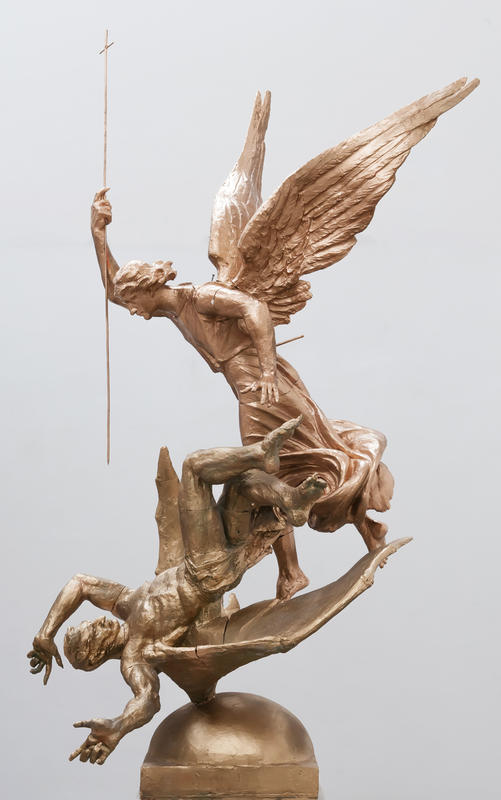
Kampf des Erzengels Michael mit dem Teufel
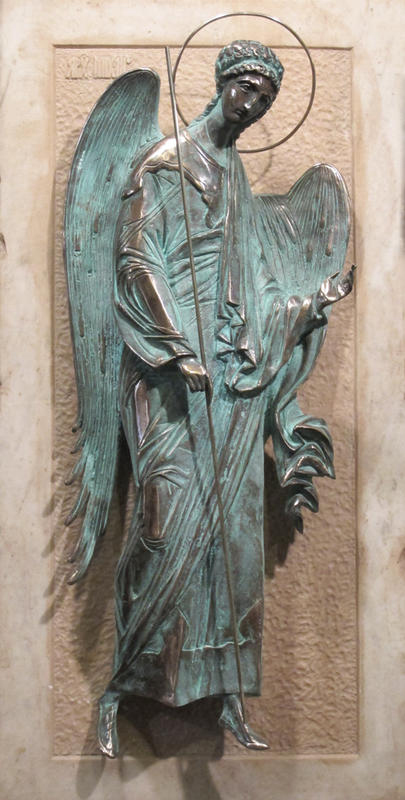
Erzengel Michael entsprechend einer Ikone des Ikonenmalers Dionisi
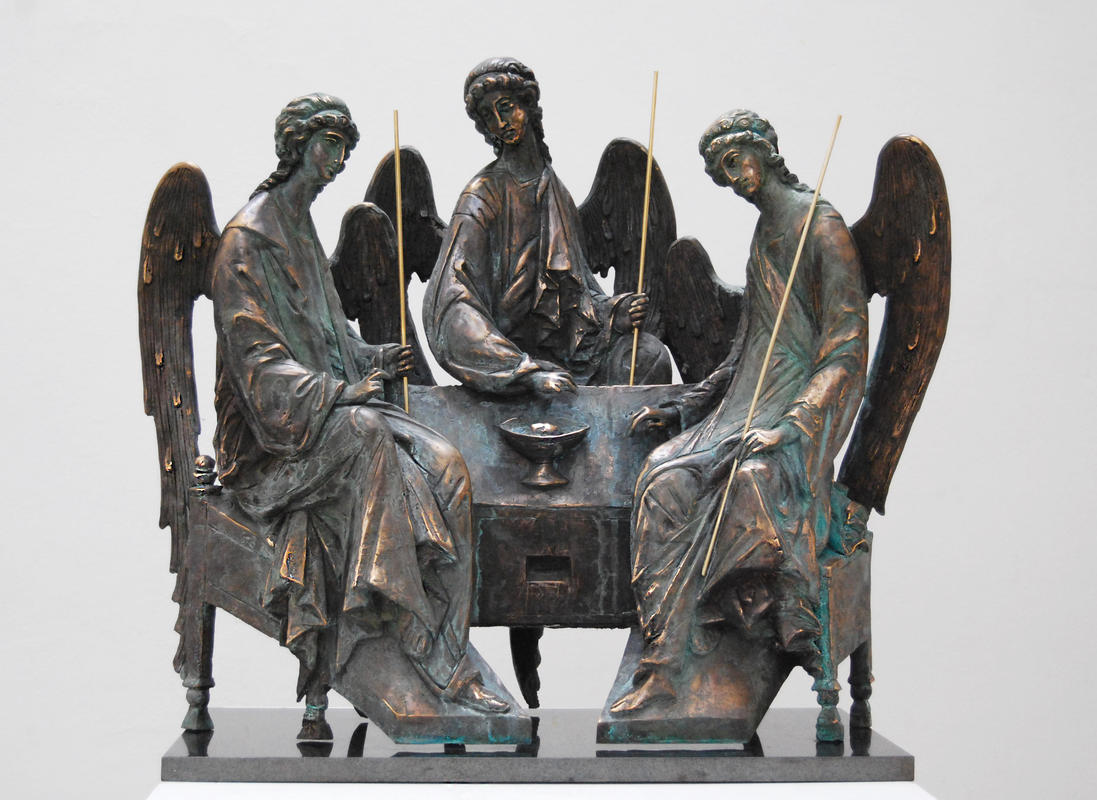
Trinität entsprechend einer Ikone Andrei Rubljows
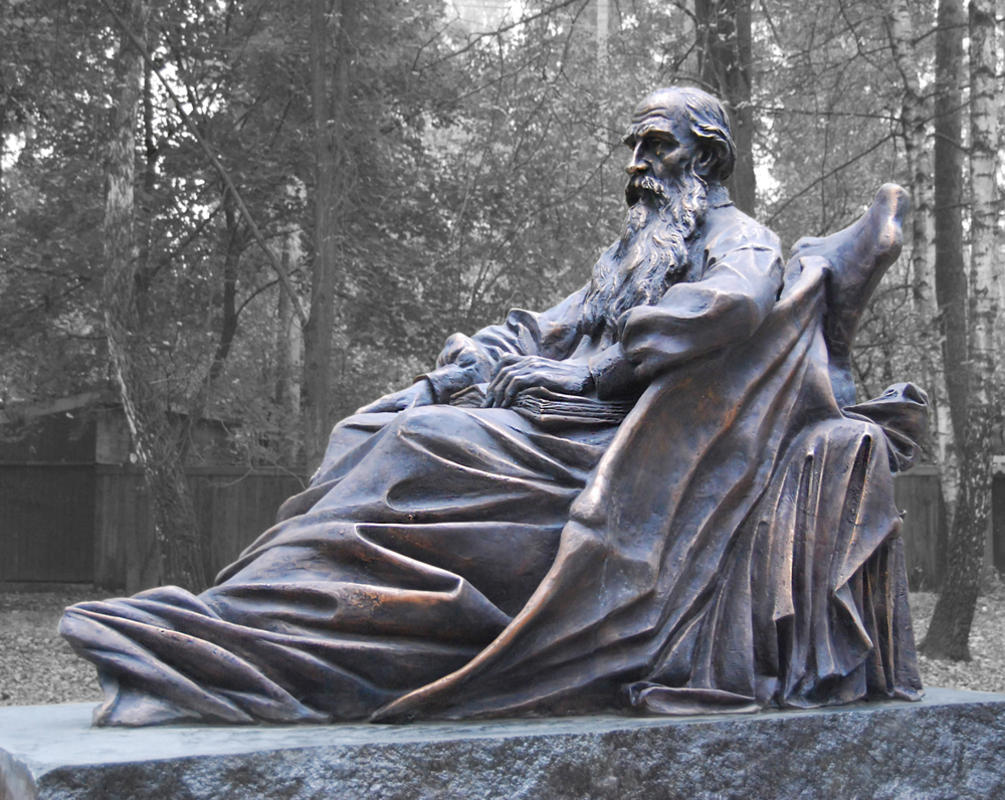
Tolstoi-Denkmal (2013), Puschkino